# Mores (ville)
Pour les articles homonymes, voir Mores.
Mores est une commune italienne de la province de Sassari dans la région Sardaigne, sub région Logudoro, en Italie.

## Administration
| Période                                  | Période | Identité | Étiquette | Qualité |
| ---------------------------------------- | ------- | -------- | --------- | ------- |
|                                          |         |          |           |         |
| Les données manquantes sont à compléter. |         |          |           |         |

### Communes limitrophes
Ardara, Bonnanaro, Bonorva, Ittireddu, Ozieri, Siligo, Torralba

## Jumelages
- Santa Giuletta (Italie)